# Granulocit
Granulociti (tudi celice granulocitne vrste) so ena od vrst belih krvničk in so dobili ime po svojih značilnih skupkih zrnc (granulacijah) v citoplazmi. Obstaja več vrst zrnc, po katerem se tudi ločijo med seboj. Njihove glavne funkcije so v glavnem fagocitoza, razstrupljanje (detoksifikacija) pa tudi druge naloge.

## Nastajanje granulocitov
Kot vse krvne celice se tudi granulociti razvijejo prvotno iz pluripotentne matične celice (PMC). Slednje se razvijejo v multipotenčne matične celice mieloične vrste (MMC-M). Te pa se usmerijo v usmerjene matične celice granulocitne-monocitne vrste (UMC). Nadaljnji razvoj granulocitov do specializacije zrnc poteka po naslednjih stopnjah:
- mieloblast,
- promielocit,
- mielocit,
- metamielocit,
- paličasti granulocit,
- segmentirani granulocit ali segmentiranec.

Granulocite vseh stopenj najdemo normalno, se pravi pri zdravem človeku, samo v rdečem kostnem mozgu. V krvi so prisotni le segmentirani granulociti in redko tudi paličasti granulociti. Morebitna prisotnost nezrelih oblik v krvi je običajno vzrok bolezni.
Mieloblast je prva celica granulocitne vrste, velikosti okrog 15 do 20 μm. Jedro je okroglo ali nakazano ovalno, kjer je običajno od 2 do 5 jedrc. Kromatinska struktura je rahla in mrežasta. Citoplazma je modre barve, ob jedru je svetlejša. V primerjavi z jedrom jo je zelo malo in običajno ne vsebuje zrnc.
Promielocit se preobrazi iz mieloblasta in je največja celica granulocitne vrste, saj meri tudi do 25 μm. Jedro je nekoliko upognjeno ali ovalno, število jedrc pa je enako kot pri predhodniku. Struktura kromatina je podobna mieloblastovi, ponekod pa so vidne že začetne zgostitve. Citoplazme je  več pri tej stopnji in je svetlejše barve. Obstaja možnost, da v citoplazmi najdemo že posamezna specifična zrnca.
Mielocit je manjši od predhodnika, jedro pa zavzema le še polovico celice, jedrc ni več. Po obliki je okroglo ali nakazano zažeto. Kromatin je kondenziran in v grudah. V mlajših obdobjih je citoplazma še modrikasta, v zrelejših pa rahlo rožnata. V citoplazmi tudi prevladuje specifična zrnca. Glede na panoptično obarvanje po Pappenheimu ali po Mayu, Grünwaldu in Giemsi razlikujemo nevtrofilne, eozinofilne in bazofilne mielocite. Mielociti so zadnja stopnja, ki se še deli. Naslednje celice torej le še dozorevajo. Zato mieloblasti, promielociti in mielociti skupaj sestavljajo t. i. proliferacijski oddelek, medtem ko vse 3 naslednje stopnje (metamielociti, paličasti granulociti ter segmentirani granulociti) sestavljajo oddelek dozorevanja.
Metamielocit ima upognjeno jedro v obliki podkve ali ledvice. Struktura kromatina je grobo grudasta. Citoplazma je rožnata in vsebuje številna specifična zrnca.
Paličasti granulocit nastane iz dozorelega metamielocita in sodi med zrele granulocite. Jedro je paličasto razpotegjeno in upognjeno v obliki klobase. Struktura kromatina in citoplazma sta enaki kot pri predhodniku.
Segmentirani granulocit ali segmentiranec je končna oblika in glede na specifična zrnca ločimo 3 različne granulocite:
- bazofilce,
- eozinofilce,
- nevtrofilce.

## Značilnosti in funkcije granulocitov

### Bazofilci
Bazofilci so najmanjši izmed granulocitov. Jedro ima običajno le 2 segmenta oz. dela, ki jih prekrivajo groba, temnovijolična zrnca. Bazofilcov je v krvi zelo malo, saj predstavljajo le 0,5-1 % vseh levkocitov.
Njihove funkcije so preprečevanje strjevanja krvi s sproščanjem heparina ter sproščanje histamina pri vnetnih reakcijah.
Krvnih bazofilcev ne smemo zamenjati s tkivnimi bazofilci (pitankami oz. mastociti), ki so morfološko in po funkcijah zelo podobni prvim. Nahajajo se predvsem v limfatičnem tkivu, sluznicah in kostnem mozgu.

### Eozinofilci
Eozinofilci so nekoliko večji od nevtrofilcev; merijo okoli 12-17 μm. Jedro ima le 2 segmenta. Citoplazma je nabito polna oranžnih zrnc, tako da pogosto ni vidna. Od celotnega števila levkocitov v krvi predstavljajo v povprečju le 1-3 % in so pretežno uskladiščeni v kostnem mozgu. Povečanje njihovega števila je lahko indikator okužbe.
Funkcija eozinofilcev je onesposabljanje tujih beljakovin, kar je še zelo pomembno pri mladosti v boju proti okužbam z različnimi zajedavci, ki so vir tujih beljakovin.

### Nevtrofilci
Nevtrofilci merijo od 12 do 15 μm. Jedro ima 2-5 segmentov, v povprečju 3, med seboj pa so povezani s tanko nitko. Citoplazma je enaka kot pri paličastem granulocitu. Predstavljajo 55-70 % vseh levkocitov. Večina jih je uskladiščenih v kostnem mozgu, medtem ko manjši del kroži po periferni krvi.
Njihova glavna naloga je fagocitoza bakterij in mikrobov, delno pa tudi anorganskih snovi in nekaterih celic. Za razliko od bazofilcev in eozinofilcev se ti aktivno gibljejo, kar jim omogoča hiter dostop do vnetih tkiv.